# Sede da Rádio e Televisão de Portugal
A Sede da Rádio e Televisão de Portugal (RTP) é um complexo de edifícios localizado no Cabo Ruivo, em Lisboa, sendo esta a sede de todos os canais de televisão e rádio públicas, à exceção da RTP2, RTP3 e dos canais regionais. Também inclui o complexo de estúdios de Chelas, inaugurado em 2007 e localizado junto às instalações do Cabo Ruivo, mas na entrada para a Avenida Emídio Navarro.
Para além dos estúdios de informação e entretenimento, também inclui a Colecção Museológica de Rádio e de Televisão, inaugurada em 2009 e que reúne peças desde a década de 1920 até hoje, para além de pequenos estúdios de televisão e de rádio.

## História
O local onde hoje se encontra a sede da RTP serviu, inicialmente, como sede da fábrica de lapidação de diamantes DIALAP – Sociedade Portuguesa de Lapidação de Diamantes, tendo o edifício sido inaugurado em 1966, uma obra funcionalista dos arquitetos Carlos Manuel Ramos e António Teixeira Guerra. A fábrica acabou por encerrar na década de 1990.
Entre 1993 e 1998, foi a sede da Exposição Mundial de 1998 (ou Expo 98), tendo sido, a partir daí, transmitidas as emissões de televisão. Após o fim da exposição, o espaço foi remodelado e ampliado, tendo, a 31 de março de 2004, dado lugar ao novo estúdio da RTP, em substituição dos antigos estúdios da Avenida 5 de Outubro, em Lisboa. A inauguração foi transmitida em direto pela RTP1 e contou com a presença do então Primeiro-Ministro Durão Barroso, e o Cardeal-patriarca de Lisboa D. José Policarpo, que fez a benção das instalações.

## Edifício

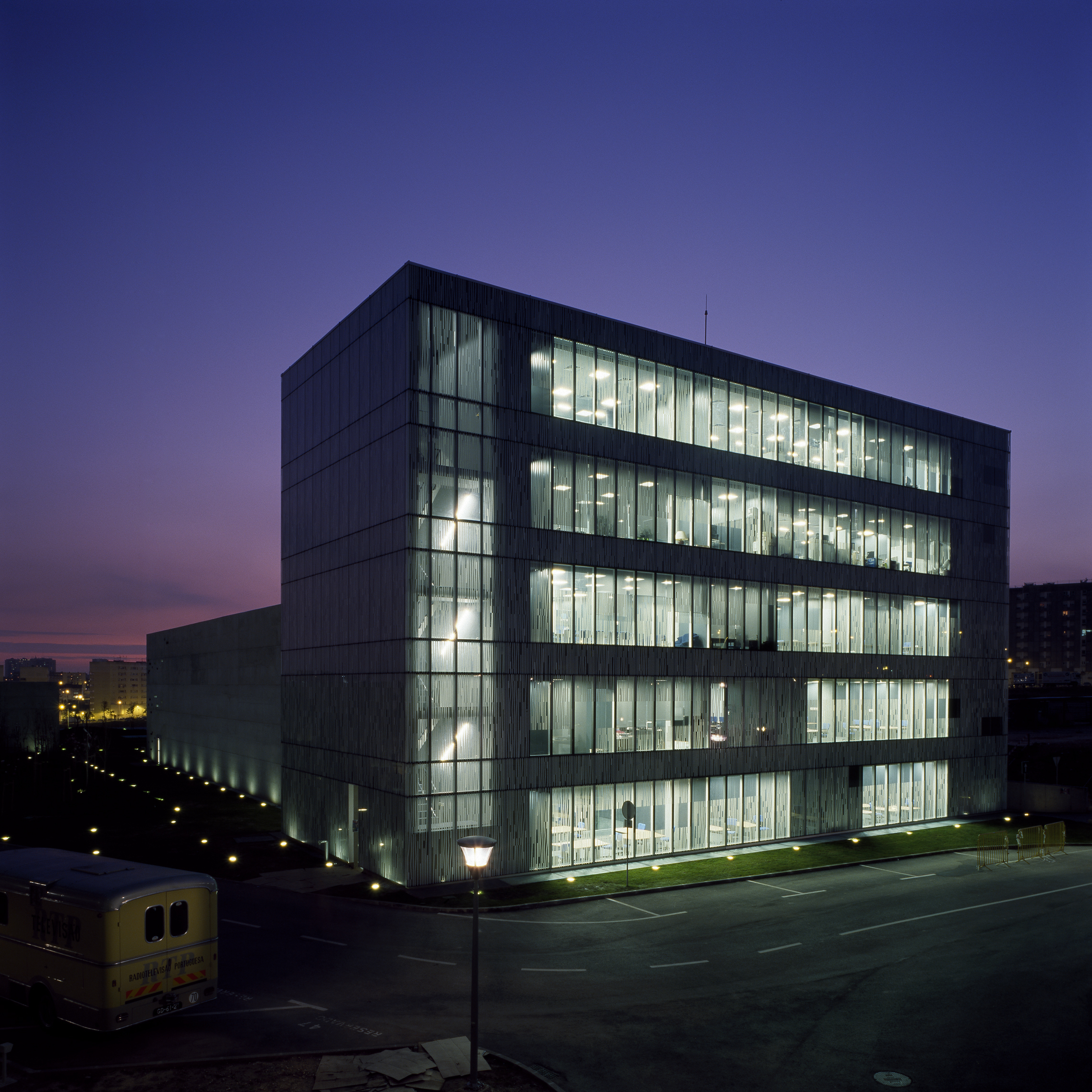
Centro de Produção de Chelas, inaugurado em 2007.

### Desenho
O edifício-sede, inaugurado em 2004, e que substituiu o da DIALAP, dispõe de 28 146m², que inclui estúdios de informação e de rádio, e uma régie de emissão multicanal. Já o edifício do centro de produção de Chelas resulta de um projeto do arquiteto Frederico Valsassina, tendo vencido uma menção honrosa do Prémio Valmor e Municipal de Arquitetura de 2009. É composto por três grandes volumes, dispostos por uma área de 22 930m².

### Estúdios
A sede da RTP dispõe de quatro estúdios de entretenimento, com 800m², 400m², 200m² e 100m². Alguns dos programas produzidos incluem:
- A Nossa Tarde
- 5 para a Meia-Noite
- Festival RTP da Canção

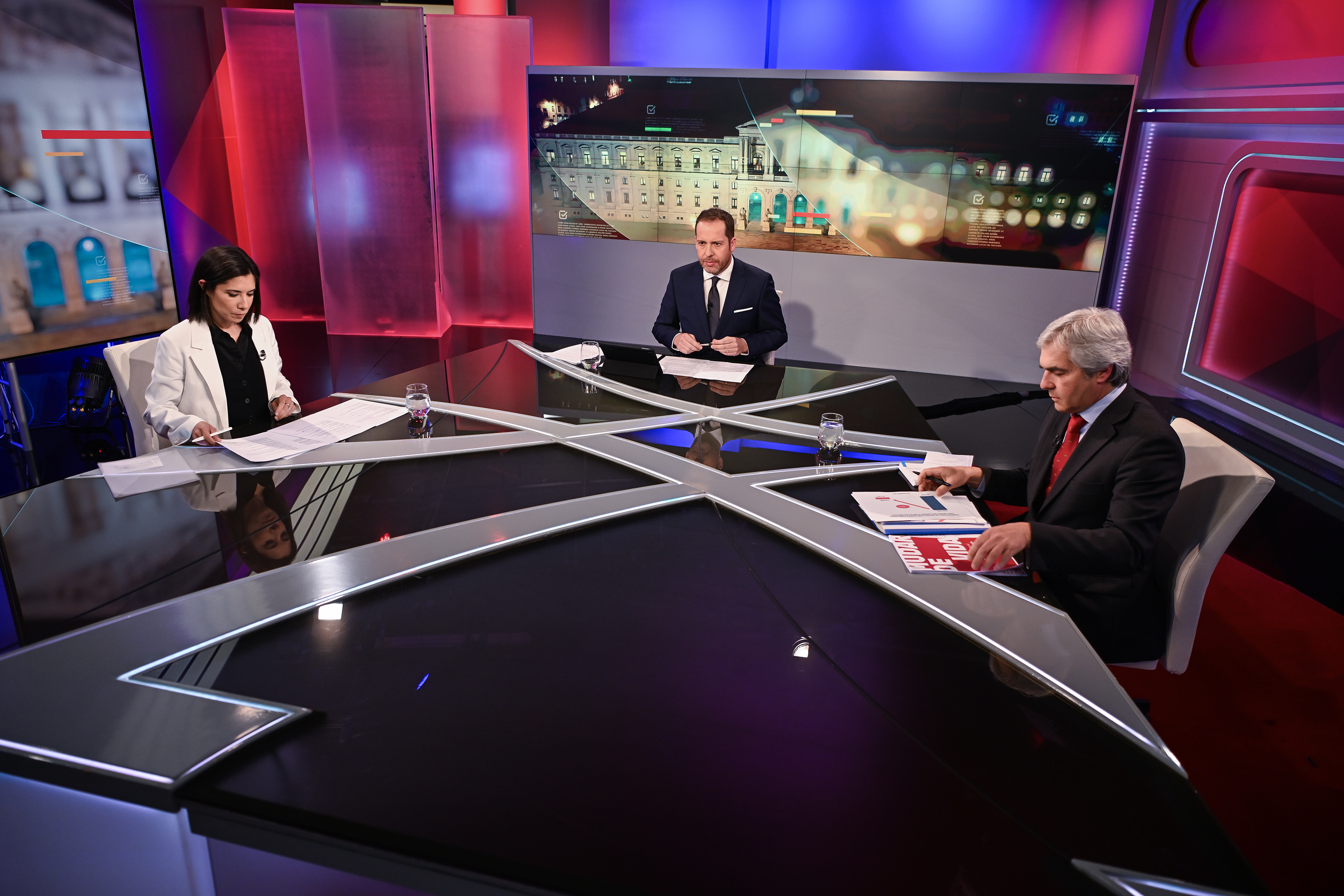
Debate entre Joana Mortágua (BE) e Nuno Melo (AD), para as eleições legislativas de 2025, realizado nos estúdios da RTP.

No domínio da informação, a sede dispõe de um espaço de 1000m², que é dividida em cinco estúdios, entre os quais o do Telejornal e o da RTP3. Alguns dos noticiários incluem:
- Telejornal
- Bom Dia Portugal
- Portugal em Direto
- É Ou Não É? - O Grande Debate
- 360º (no estúdio da RTP3)
- Repórter África
- Jornal da Tarde (ocasionalmente)